# Arcoppia obtusa
Arcoppia obtusa är en kvalsterart som beskrevs av Sandór Mahunka 1999. Arcoppia obtusa ingår i släktet Arcoppia och familjen Oppiidae. Inga underarter finns listade i Catalogue of Life.